# Yoshio Inaba
Yoshio Inaba (稲葉 義男, Inaba Yoshio) est un acteur japonais, né le 15 juillet 1920 à Narita, dans la préfecture de Chiba et mort le 20 avril 1998 à Tokyo, dans l'arrondissement de Suginami.

## Biographie
Yoshio Inaba est apparu dans plus de 80 films entre 1951 et 1989.

## Filmographie partielle

### Cinéma
- 1951 : Umi no hanabi
- 1951 : Nuages épars (わかれ雲, Wakare-gumo (?) de Heinosuke Gosho
- 1954 : Horafuki tanji : Escaped Prisoner Iwagorō
- 1954 : Les Sept Samouraïs (七人の侍, Shichinin no samurai?) d'Akira Kurosawa : Gorobei Katayama
- 1955 : L'Espion de Tokyo (de) (Verrat an Deutschland) de Veit Harlan : Mijagi
- 1955 : Duel à Ichijoji (続宮本武蔵 一乗寺の決闘, Zoku Miyamoto Musashi: Ichijōji no kettō?) de Hiroshi Inagaki
- 1955 : Uruwashiki haha : Shigematsu
- 1956 : Arashi (嵐?) de Hiroshi Inagaki : Détective of the special political police
- 1956 : Mitsu-kubi-tou : Shōshichi Kitō
- 1956 : Shujinsen (囚人船?) de Hiroshi Inagaki
- 1957 : Un amour pur (純愛物語, Jun'ai monogatari?) de Tadashi Imai : Docteur à l'hōpital Nisseki
- 1957 : Le Château de l'araignée (蜘蛛巣城, Kumonosu jo?) d'Akira Kurosawa : Third Military Commander
- 1957 : Yagyû bugeichō
- 1959 : Feux dans la plaine (野火, Nobi?) de Kon Ichikawa
- 1959 : Le Chant du chariot (荷車の歌, Niguruma no uta?) de Satsuo Yamamoto : Fujitaro
- 1960 : Fujimi no otoko
- 1960 : Haru no yume : Yamada
- 1961 : Gokai senryo yari : Shibata
- 1961 : Kuroi kizu ato no burûsu : Kimura
- 1961 : Kutsukake Tokijirō : Shōten
- 1961 : Matsukawa-Jiken
- 1962 : Hara-kiri (切腹, Seppuku?) de Masaki Kobayashi : Jinai Chijiiwa
- 1962 : Otoko to otoko no ikiru machi : Shizuo Iwasaki
- 1962 : Tuer ! (斬る, Kiru?) de Kenji Misumi
- 1962 : Woman of Design : Yasuda
- 1962 : Zoku rokunin shimai
- 1963 : Yōsō
- 1964 : Kōge - Nibu : Mitsumata no shō
- 1964 : La Ballade de Kyoshiro Nemuri : Bizen-ya the Merchant
- 1964 : Le Sabre (剣, Ken?) de Kenji Misumi : Seiichiro Kokubun
- 1964 : Shikonmado - Dai tatsumaki : Ronin (non crédité)
- 1964 : Le Grand Attentat (大殺陣, Dai satsujin?) d'Eiichi Kudō
- 1965 : Beast Alley
- 1965 : Samouraï (侍, Samurai?) de Kihachi Okamoto : Keijiro Sumita
- 1965 : Sleepy Eyes of Death : Sword of Satan : Mizuno
- 1965 : Taiheiyō kiseki no sakusen : Kisuka : Tamai
- 1965 : The Guardman : Tokyo yōjimbō : Yoshida
- 1966 : Délit de fuite (ひき逃げ, Hikinige?) de Mikio Naruse
- 1966 : Le Sang du damné (五匹の紳士, Gohiki no shinshi?) de Hideo Gosha
- 1966 : Ichiman sanzennin
- 1966 : L'Étranger à l'intérieur d'une femme (女の中にいる他人, Onna no naka ni iru tanin?) de Mikio Naruse
- 1966 : The Guardman: Tokyo ninja butai : Yoshida
- 1967 : Chichi to ko: Zoku na mo naku mazushiku utsukushiku
- 1967 : Rikugun Nakano gakko: Ryu-sango shirei
- 1967 : Nemuri Kyōshirō burai hikae: Mashō no hada (眠狂四郎無頼控 魔性の肌?) de Kazuo Ikehiro
- 1968 : Rengō kantai shirei chōkan: Yamamoto Isoroku : Chief of Staff Ugaki
- 1969 : Battle of the Japan Sea : Chief of Staff Officer Shimamura
- 1970 : The Shadow Within
- 1970 : Wakamono no hata
- 1971 : Silence (沈黙, Chinmoku?) de Masahiro Shinoda : Prisoner official
- 1971 : Stray Cat Rock : Beat '71 : Yoshitarō Araki
- 1973 : Long Journey Into Love
- 1973 : Yajû gari : Onimaru
- 1974 : Les Fossiles (化石, Kaseki?) de Masaki Kobayashi
- 1974 : Love is in the Green Wind
- 1974 : Le Vase de sable (砂の器, Suna no utsuwa?) de Yoshitarō Nomura : Search chief clerk
- 1974 : Une famille splendide (華麗なる一族, Karei naru ichizoku?) de Satsuo Yamamoto : Ichinose Factory's owner
- 1975 : Shōwa karesusuki
- 1977 : L'Île de la prison (獄門島, Gokumon-to?) de Kon Ichikawa : Village Maire Makihei Araki
- 1977 : Village of Eight Gravestones : Ochimusha
- 1978 : Burū Kurisumasu (ブルークリスマス, Burū kurisumasu?) de Kihachi Okamoto
- 1978 : Kumokiri Nizaemon : Seizō
- 1978 : Mitsuyaku: Gaimushō kimitsu rōei jiken : Nakada
- 1978 : Nihon no don: kanketsuhen : Satomi
- 1980 : 203 kōchi
- 1981 : Nihon no atsui hibi bôsatsu: Shimoyama jiken de Kei Kumai : Horii
- 1982 : Matagi le vieux chasseur d'ours (マタギ, Matagi?) de Toshio Gotō : Kokichi Suzuki
- 1982 : À armes égales (The Challenge) de John Frankenheimer : Instructeur
- 1983 : Battle Anthem : Kamimura
- 1983 : Shōsetsu Yoshida gakkō
- 1983 : Keiji monogatari 2 - Ringo no uta : Kenzo Tashiro
- 1983 : Yohkiroh, le royaume des geishas (陽暉楼, Yōkirō?) de Hideo Gosha
- 1984 : Fireflies in the North (北の螢, Kita no hotaru?) de Hideo Gosha : Bessho

### Séries télévisées
- 1965 : The Guard-man
- 1973 : Ōedo sōsamō
- 1974-1978 : Zatōichi monogatari
- 1975 : Hissatsu shiokiya kagyō : Sōemon Miharaya